# Paulo André de Oliveira
Paulo André Camilo de Oliveira (20 augustus 1998) is een Braziliaans sprinter, die gespecialiseerd is in de 100 m. Hij nam eenmaal deel aan de Olympische Zomerspelen.

## Biografie
Paulo André de Oliveira behaalde zijn eerste internationale successen in 2018 met winst op de Ibero-Amerikaanse kampioenschappen op zowel de 100 meter als de 4x100 meter. Ook in 2019 ging hij verder op dat elan met onder andere winst op de Pan-Amerikaanse Spelen, de IAAF World Relays en de Universiade. Samen met Rodrigo do Nascimento, Vitor Hugo dos Santos en Derick Silva liep de Oliveira ook naar de 4e plaats in de finale van de 4x100 meter op de Wereldkampioenschappen atletiek 2019. 
In 2021 kon de Oliveira zich kwalificeren voor de Olympische Zomerspelen van Tokio. Met een tijd van 10,17 s kon hij zich plaatsen voor de halve finale van de 100 meter. In deze halve finale eindigde hij 8e, niet voldoende om zich te plaatsen voor de finale.

## Titels
- Ibero-Amerikaans kampioen 100 m - 2018
- Ibero-Amerikaans kampioen 4x100 m - 2018
- Winnaar Universiade 100 m - 2019
- Winnaar Universiade 200 m - 2019
- Winnaar IAAF World Relays 4x100 m - 2019
- Winnaar Pan-Amerikaanse Spelen 4x100 m - 2019
- Braziliaans kampioen 100 m - 2017, 2018, 2019, 2021
- Braziliaans kampioen 4x100 m - 2018, 2019, 2021

## Persoonlijke records
Outdoor
| Onderdeel | Prestatie | Datum             | Plaats            |
| --------- | --------- | ----------------- | ----------------- |
| 100 m     | 10,02 s   | 14 september 2018 | Bragança Paulista |
| 200 m     | 20,28 s   | 11 juli 2019      | Napels            |

## Belangrijkste resultaten

### 100 m
- 2018:  Ibero-Amerikaanse kampioenschappen - 10,27 s
- 2019: 4e in ½ fin. WK  - 10,14 s
- 2019:  Universiade - 10,09 s
- 2019:  Pan-Amerikaanse Spelen - 10,16 s
- 2021: 8e in ½ fin. OS - 10,31 s

### 200 m
- 2019:  Universiade - 20,28 s
- 2019: 5e in series WK - 20,75 s

### 4x100 m
- 2018:  Ibero-Amerikaanse kampioenschappen - 38,78 s
- 2019:  Pan-Amerikaanse Spelen - 38,27 s
- 2019:  IAAF World Relays - 38,05 s
- 2019: 4e WK - 37,72 s
- 2021: 5e in de series OS - 38,34 s
- 2021: DSQ finale World Athletics Relays